# Уайт, Тарни
Тарни Рени Уайт (англ. Tarnee Renee White; род. 17 октября 1981, Redcliffe Peninsula) — австралийская пловчиха, специализирующаяся в плавании брассом. Она выступала на летних Олимпийских играх 2000 года в Сиднее и на летних Олимпийских играх 2008 года в Пекине, где стала олимпийской чемпионкой.

## Плавательная карьера
Дебютировав на чемпионате Тихоокеанского бассейна 1999 года в Сиднее, Уайт финишировала седьмой на дистанции 100 метров брассом, а также дошла до полуфиналов на дистанции вдвое длиннее. На летних Олимпийских играх 2000 года в Сиднее австралийка финишировала седьмой в плавании на 100 метров брассом. Вместе с Джиаан Руни, Петрией Томас и Сарой Райан она плыла в предварительном раунде комбинированной эстафеты 4 по 100 метров, а в финале была заменена. Австралийская четвёрка в составе Петрии Томас, Дайаны Калуб, Лизель Джонс и Сьюзи О’Нил выиграла серебряную медаль.
Уайт приняла участие в чемпионате мира по плаванию 2001 года в Фукуоке. На этом турнире она вышла в полуфинал на дистанциях 50 и 100 метров брассом. В комбинированной эстафете 4 по 100 метров она выступала аместе с Клементиной Стоуни, Петрией Томас и Элькой Грэм в предварительном раунде. В финале Уайт заменили, а австралийская четвёрка завоевала золото. Таким образом, Тарни стала чемпионкой мира.
На Играх Содружества 2002 года в Манчестере Уайт завоевал бронзовую медаль на дистанции 50 м брассом и заняла четвёртое место в плавании брассом на 100 м. На чемпионате Тихоокеанского бассейна 2002 года в Иокогаме Уайт дошла до полуфинала на дистанции 100 метров брассом.
Уайт не отобралась в состав сборной на международных турнирах в 2003, 2004 и 2005 годах. Она вернулась в 2006 и выступила на Играх Содружества в Мельбурне. На этом турнире она завоевала бронзовую медаль в плавании брассом на 50 метров и стала четвёртой на 100 м.
На чемпионате мира 2007 года в Мельбурне австралийка заняла четвёртое место в плавании брассом на 50 и 100 м. Вместе с Эмили Сибом, Фелисити Гальвез и Джоди Хенри она выступила в предварительном раунде комбинированной эстафеты 4 по 100 метров. В финале плыли Эмили Сибом, Лизель Джонс, Джессикой Шиппер и Лизбет Трикетт, завоевав в итоге золото.
На летних Олимпийских играх 2008 года в Пекине Уайт финишировала шестой на 100 метров брассом. В квалификационном раунде комбинированной эстафеты 4 по 100 метров она плыла вместе с Эмили Сибом, Фелисити Гальвез и Шейн Риз. В финале выступали Эмили Сибом, Лизель Джонс, Джессика Шиппер и Лизбет Трикетт и завоевали золото. Уайт, таким образом, стала олимпийской чемпионкой.
На чемпионате мира по плаванию 2009 года в Риме Уайт финишировала восьмой в плавании брассом на 50 метров, а на дистанции 100 метров остановилась в полуфинале.